# Phlyctimantis verrucosus
Phlyctimantis verrucosus är en groddjursart som först beskrevs av George Albert Boulenger 1912.  Phlyctimantis verrucosus ingår i släktet Phlyctimantis och familjen gräsgrodor. IUCN kategoriserar arten globalt som livskraftig. Inga underarter finns listade i Catalogue of Life.